# Meżyhirja
Meżyhirja (ukr. Межигір'я) – wieś na Ukrainie, w obwodzie lwowskim, w rejonie samborskim. W 2001 roku liczyła 349 mieszkańców. 
Pierwsze wzmianki o miejscowości pochodzą z 1634 roku.
W II Rzeczypospolitej wchodziła w skład powiatu turczańskiego. W 1921 roku liczyła 151 mieszkańców. Do 1948 roku nosiła nazwę Mołdawsko. Do 2020 roku wchodziła w skład rejonu turczańskiego.

## Ważniejsze obiekty
- cerkiew greckokatolicka
- prawosławny męski monaster św. Onufrego (Ukraiński Kościół Prawosławny Patriarchatu Moskiewskiego)[1]